# Białowody
Białowody – wieś w Polsce położona w województwie lubelskim, w powiecie hrubieszowskim, w gminie Uchanie.
W latach 1975–1998 miejscowość administracyjnie należała do województwa zamojskiego. 
Wieś stanowi sołectwo gminy Uchanie. Według Narodowego Spisu Powszechnego (III 2011 r.) liczyła 168 i była dziesiątą co do wielkości miejscowością gminy Uchanie.
Wierni Kościoła rzymskokatolickiego należą do parafii Wniebowzięcia Najświętszej Maryi Panny w Uchaniach.

## Historia
Białowody wieś z folwarkiem w powiecie hrubieszowskim, gminie Grabowiec, parafii Uchanie. W 1827 roku było tu 19 domów i 105 mieszkańców.